# Luan Capanni
Luan David Capanni Dias (ur. 29 maja 2000 w São Paulo) – brazylijski piłkarz włoskiego pochodzenia, występujący na pozycji ofensywnego pomocnika i napastnika w Latina Calcio 1932.

## Kariera klubowa
Capanni jako junior był zawodnikiem akademii brazylijskich klubów Corinthians Paulista i Flamengo. W 2018 podpisał roczny kontrakt z włoskim S.S. Lazio. W Serie A zadebiutował 26 maja 2019 roku podczas przegranego 3:1 spotkania z Torino FC, kiedy w końcówce meczu zmienił na boisku Ștefana Radu. 
20 sierpnia 2019 roku Capanni został zawodnikiem A.C. Milanu, skąd był wypożyczany do klubów Racing Santander, US Viterbese 1908, US Grosseto 1912 i Estrela Amadora.
16 grudnia 2022 roku został ogłoszony zawodnikiem pierwszoligowej Arki Gdynia.